# 嵐山站 (京福電氣鐵道)
嵐山站（日语：／ Arashiyama eki */?）位於京都府京都市右京區嵯峨天龍寺造路町，是京福電氣鐵道嵐山本線的首末車站。車站編號A13。

## 歷史
1929年至1944年间，愛宕山鐵道从这站出发，作为通往愛宕山愛宕神社的路線。
- 1910年（明治43年）3月25日 - 嵐山電車軌道開業[1]。
- 1918年（大正7年）4月2日 - 公司合併後，由京都電燈營運[1]。
- 1929年（昭和4年）4月12日 - 車站移轉。愛宕山鐵道嵐山至清瀧間開業[1]。
- 1942年（昭和17年）3月2日 - 通過路線繼承成為京福電鐵的車站[1]。
- 1944年（昭和19年）12月11日 - 愛宕山鐵道廢止[1]。
- 1974年（昭和49年）10月1日 - 車站建立一個僅限女性的酒店「岚山女士酒店」[1]。
- 2002年（平成14年）
  - 6月15日 - 「岚山女士酒店」結束營業[1]。
  - 10月26日 - 將原「岚山女士酒店」進行翻新，作為商業設施「嵐山站はんなり、ほっこりスクエア」。
- 2004年（平成16年）9月18日 - 開設「站之足湯」。
- 2007年（平成19年）10月 - 全面改装。
- 2013年（平成25年）3月15日 - 拆除檢票口，延長站體，並進行廁所翻新，全面改裝[2]。

## 車站構造
站內有3個港灣式月台。1號月台專門用於下车，2號月台則給予到达列車使用。除了用于北野线直达列车外，很少使用3號月台。
在1號月台和2號月台之间，有一个「站之足湯」，內使用岚山溫泉的热水，无论你是否乘坐列車都可以使用（需支付200日元，附毛巾。使用嵐山電車一日乘車券有折扣）。與九州旅客鐵道久大本線由布院站「由布院站足湯」、阪急电铁箕面線箕面站「楓之足湯」結為「足湯三姊妹」。
车站是一座三层建築物，二楼和三楼曾是日本第一家仅限女性入住的酒店「岚山女士酒店」，但于2002年結束營業。之後被改造成商业设施「嵐山站はんなり、ほっこりスクエア」，進駐一些土產商店與餐廳等，並于2007年10月完成翻新。
2013年3月，再次完成整修，拆除检票口，扩建站體並翻新了廁所，並開放了车站东口。現在车站是可以自由進出的。 

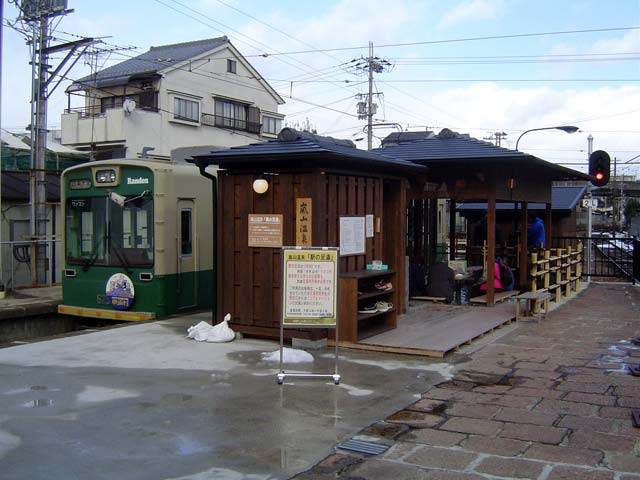
站内足湯（2005年2月3日）

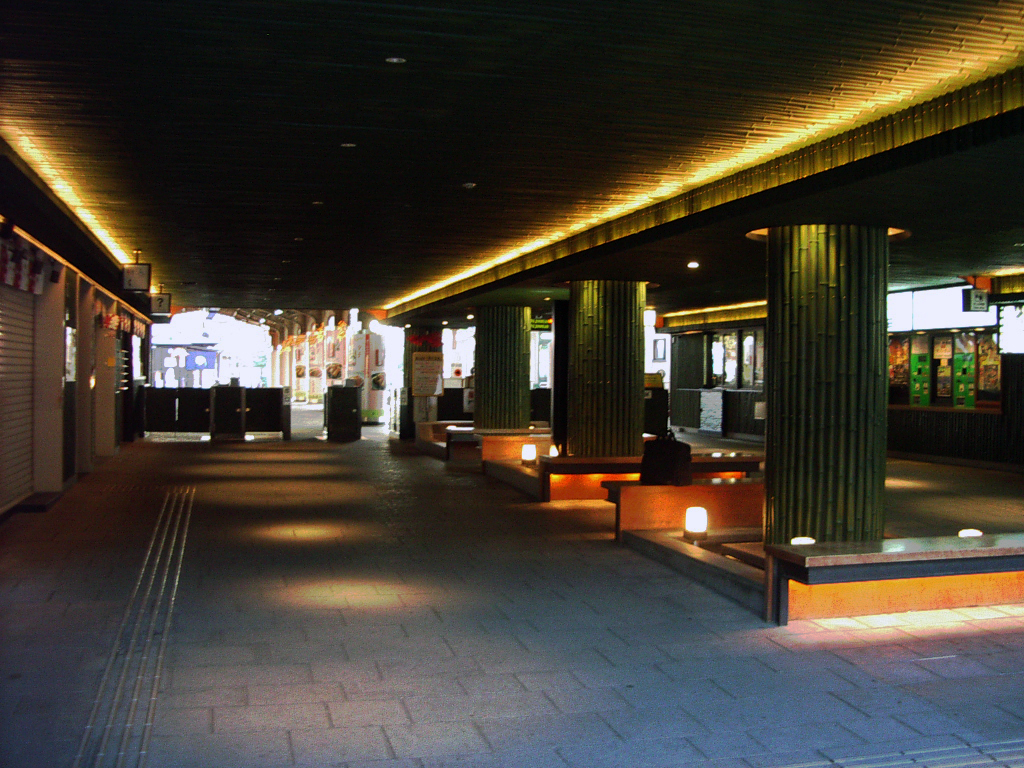
車站內

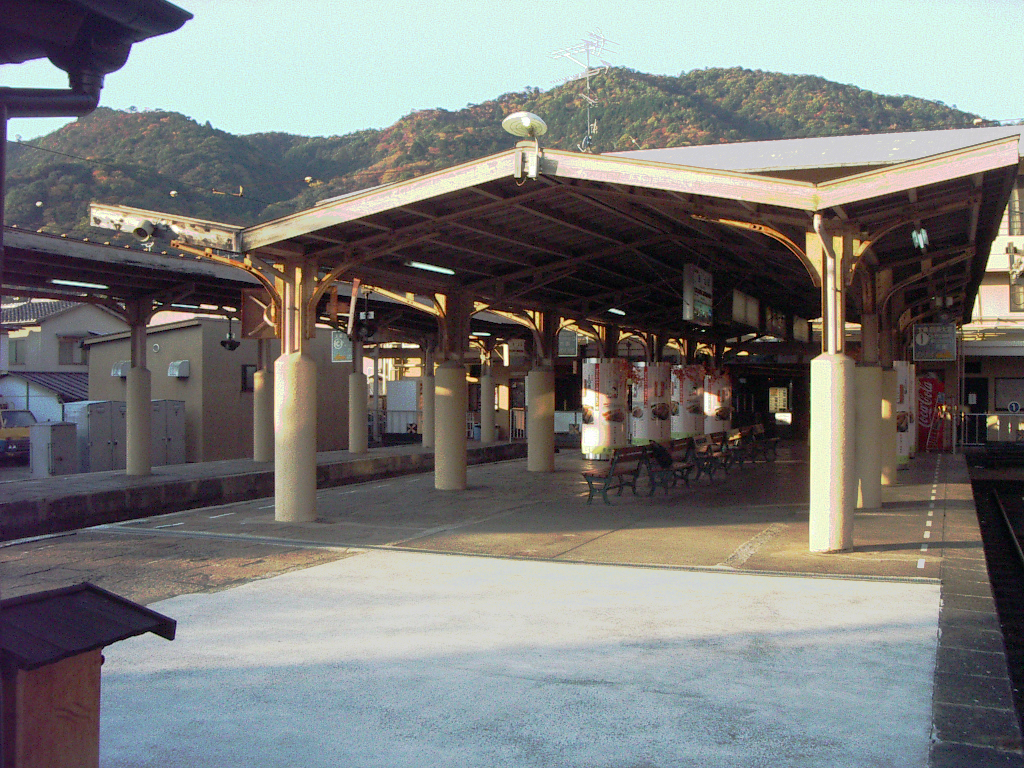
月台

## 車站周遭
在站前的道路是岚山的主要街道，連接渡月橋，天龙寺和嵐山公園也在附近。
阪急電鐵嵐山站徒步約需12分鐘，西日本旅客鐵道嵯峨嵐山站、嵯峨野觀光線小火車嵯峨車站徒步約需10分鐘。

## 巴士路線
最近的巴士站是嵐山天龍寺前（嵐電嵐山站）。先前，京都市營巴士是「嵐山天龍寺前」，京都巴士為「京福嵐山站前」，站名有些不同，但在2017年3月18日進行统一。另外，由於車站前面的長辻通在星期六和節假日是單向北行，所以一些線路不通過這站。
市營巴士
- A乘車處（長辻通南行）
  - 11號系統：四條烏丸、四條河原町 三條京阪行
  - 28號系統：四條大宮 京都站行
  - 93號系統：西京圓町 錦林車庫行
  - 特93號系統：太秦天神川站前行
- B乘車處（嵐山巴士站、三條通東行）
  - 11號系統：四條烏丸、四條河原町 三條京阪行
  - 93號系統：西京圓町 錦林車庫行
  - 特93號系統：太秦天神川站前行
- C乘車處（角倉町巴士站、三條通東行）
  - 11號系統：四條烏丸、四條河原町 三條京阪行
- D乘車處（嵐山巴士站、三條通西行）
  - 11號系統：山越中町行
  - 28號系統：四條大宮 京都站行
- E乘車處（長辻通北行）
  - 11號系統：山越中町行
  - 28號系統：大覺寺行

京都巴士
| 方向            | 系統       | 目的地               | 主要行經地                                                                       |
| --------------- | ---------- | -------------------- | -------------------------------------------------------------------------------- |
| 北行            | 62、72、92 | 清瀧                 | 嵯峨釋迦堂前                                                                     |
| 北行            | 94         | 大覺寺、清瀧         | 嵯峨釋迦堂前                                                                     |
| 北行            | 77         | 嵯峨小學校前         |                                                                                  |
| 北行            | 90         | 西山高雄             | 嵯峨釋迦堂、鳥居本（化野念佛寺）、嵐山高雄Park Way                               |
| 南行 (只有平日) | 62         | 四條河原町、三條京阪 | 阪急嵐山站、太秦廣隆寺、千本丸太町、御池通                                       |
| 南行 (只有平日) | 67         | 四條河原町、三條京阪 | 太秦廣隆寺、映畫村、千本丸太町、御池通                                           |
| 南行 (只有平日) | 72、快速72 | 京都站               | 阪急嵐山站、太秦廣隆寺（映畫村）、太秦天神川站前、西大路四條、四條大宮、四條烏丸 |
| 南行 (只有平日) | 77         | 京都站               | 太秦廣隆寺（映畫村）、太秦天神川站前、西大路四條、四條大宮、四條烏丸             |
| 南行 (只有平日) | 92、94     | 阪急嵐山站           |                                                                                  |

## 其他
- 第4回近畿車站百選入選。
- 與九州旅客鐵道久大本線由布院站「由布院站足湯」、阪急電鐵箕面線箕面站「楓之足湯」結為「足湯三姊妹」。

## 相鄰車站
京福電氣鐵道
 嵐山本線
嵐電嵯峨（A12）－嵐山（A13）

## 外部連結
- 嵐山站 （页面存档备份，存于） - 京福電氣鐵道
- . 京都市交通局.   [2014-08-03]. （原始内容存档于2015-09-23）.
- . 京都バス.   [2014-08-03].[永久]